# آلیسون مک
آلیسون مک (به انگلیسی: Allison Mack) (متولد ۲۹ ژوئیه ۱۹۸۲) یک بازیگر آمریکایی، کارگردان و نویسنده است. بیشتر معروفیت او بخاطر بازی در نقش کلویی سالیوان در سریال اسمالویل و بازی در ادیسه آمریکایی است.
او در شهر پریتتس از ایالت اشلسویگ-هولشتاین در آلمان غربی از والدینی آمریکایی به نام‌های میندی و جاناتان مک متولد شد. پدرش یک خواننده اپرا بود. خانواده مک وقتی آلیسون دو ساله بود به آمریکا بازگشتند. او یک برادر بزرگتر به اسم شانون و یک خواهر کوچکتر به نام رابین دارد.
او در فیلم کمپ ناکجاآباد بازی کرده‌است.